# Fullerton (Nebraska)
Fullerton – miasto w Stanach Zjednoczonych, w stanie Nebraska, w hrabstwie Nance.